# Fioletowy trójkąt

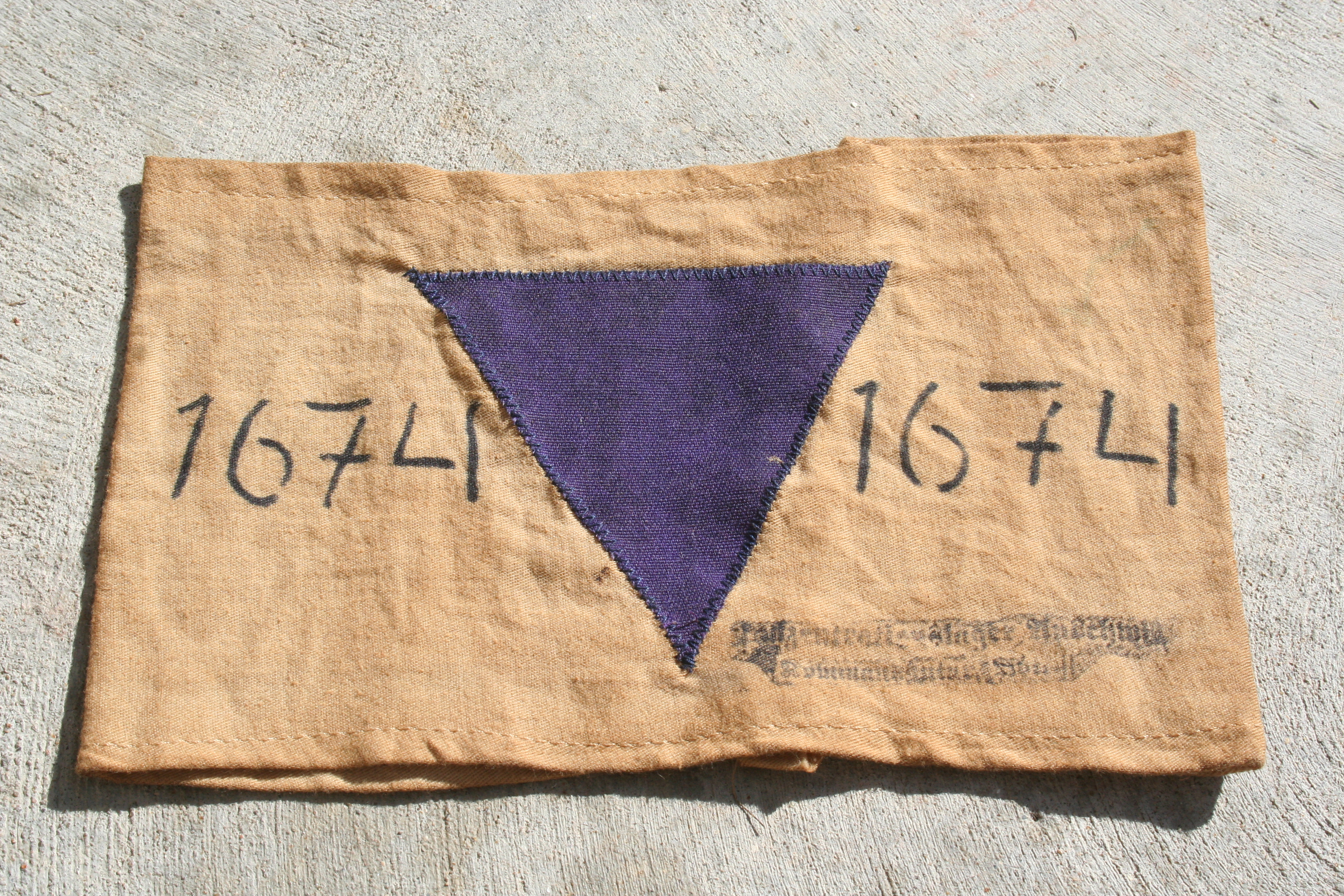
Znak fioletowego trójkąta, jaki nosili Świadkowie Jehowy w obozach koncentracyjnych od roku 1937

Fioletowy trójkąt (niem. Lila Winkel) – jeden z symboli systemu oznakowania więźniów w niemieckich nazistowskich obozach koncentracyjnych, był używany w III Rzeszy do oznaczania uwięzionych Świadków Jehowy. Byli jedyną grupą chrześcijan, którą oznaczano tym specjalnym symbolem. Przyjmuje się, że fioletowym trójkątem oznaczono przeszło 4000 osób, spośród których blisko jedna trzecia pochodziła spoza Niemiec.
Naziści przeciwni różnym mniejszościom religijnym w szczególny sposób odnosili się do Świadków Jehowy, którzy stali się przedmiotem intensywnych prześladowań i masowych uwięzień. W związku z tym nadano im osobny symbol oraz zaliczono do odrębnej kategorii więźniów oznaczanej jako IBV. Symbol ten miał być piętnem i powodem do wstydu.

## Tło historyczne
Świadkowie Jehowy w III Rzeszy i na terenach przez nią okupowanych byli represjonowani głównie z powodu prowadzenia działalności na rzecz IBV (od Internationale Bibelforscher-Vereinigung – oficjalnej nazwy korporacji reprezentującej Świadków Jehowy w Niemczech w tamtym czasie), prowadzenia działalności kaznodziejskiej, odmowy pełnienia służby wojskowej, odmowy używania niemieckiego pozdrowienia – Heil Hitler. Z tego względu już w 1933 roku spotykały ich liczne represje. Pierwsze udokumentowane przypadki umieszczania Świadków Jehowy w obozach koncentracyjnych miały miejsce wiosną 1933 roku (m.in. w KZ Osthofen). Do wiosny 1934 roku aresztowano około tysiąca Świadków Jehowy. Pierwszym potwierdzonym więźniem osadzonym w obozie koncentracyjnym przydzielonym do kategorii IBV była Anna Seifert deportowana do KL Moringen 9 stycznia 1935 roku. Natomiast w KL Dachau pierwsi Świadkowie Jehowy zostali osadzeni w maju 1935 roku.
W obozach koncentracyjnych początkowo Świadkowie Jehowy oznaczani byli niebieskim symbolem, a w roku 1937 otrzymali oznakowanie fioletowym trójkątem. Przed II wojną światową Świadkowie Jehowy stanowili od 5 do 10% ogółu więźniów, a w niektórych obozach koncentracyjnych przez jakiś czas byli nawet największą grupą więźniarską. Świadkowie Jehowy byli jedyną grupą więźniów narodowości niemieckiej, którzy mogli wyjść na wolność po podpisaniu w dowolnej chwili deklaracji o wyrzeczeniu się wiary. Mimo silnej presji, osadzeni uważali prześladowania za próbę wiary. W obozach znęcano się nad nimi, poniżano, bito, kuszono i zabijano. Od roku 1942 sytuacja Świadków Jehowy w obozach się polepszyła, zaczęli być wyznaczani do prac w charakterze służby domowej u esesmanów należących do załóg obozów. Wynikało to z postawy Świadków Jehowy, którzy ani nie byli groźni dla nazistów, ani nie podejmowali prób ucieczki. Siła ich wiary robiła na nazistach tak duże wrażenie, że Heinrich Himmler i Theodor Eicke przy wielu okazjach stawiali ich „fanatyczną postawę” za wzór.
Świadkowie Jehowy – początkowo z terenu Niemiec, Austrii, a później również z Polski, Holandii, Belgii, Francji, Czechosłowacji, ZSRR i obecnej Słowenii – byli jednymi z pierwszych osadzanych w obozach koncentracyjnych, wszędzie stanowiąc małą, ale charakterystyczną grupę. W czasie pobytu w obozach starali się przestrzegać wszystkich chrześcijańskich zasad życia zgodnie z ich opartymi na Biblii wierzeniami. Ostatnia fala masowych aresztowań Świadków Jehowy miała miejsce w 1944 roku.

## Oznakowanie fioletowym trójkątem
Fioletowy trójkąt był jednym z symboli systemu oznakowania więźniów w niemieckich nazistowskich obozach koncentracyjnych. Był używany w III Rzeszy do oznaczania osadzonych w obozach Świadków Jehowy. W zamierzeniu nazistów fioletowy trójkąt miał być piętnem i powodem do wstydu. Jednak dla Świadków Jehowy ten symbol stał się zarówno ważnym znakiem rozpoznawczym, jak też wyróżnikiem ich wiary. Dzięki niemu Świadkowie szybko siebie rozpoznawali, a więźniom dawał poczucie przynależności do grupy. Graficzny znak jakim był fioletowy trójkąt wykraczał poza granice narodowościowe i etniczne, dlatego bez względu na istniejące różnice językowe lub kulturowe akceptowano poszczególnych więźniów różnych narodowości i dbano o siebie nawzajem. Po II wojnie światowej znak fioletowego trójkąta stał się symbolem upamiętniania Świadków Jehowy jako ofiar holocaustu.

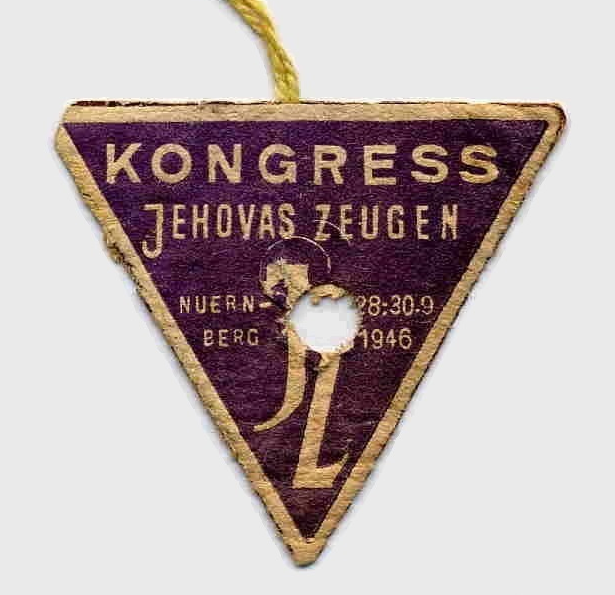
Plakietka kongresowa z 1946 w kształcie fioletowego trójkąta
(w j. niemieckim)

Przyjmuje się, że fioletowym trójkątem oznaczono przeszło 4000 Świadków Jehowy, wśród których blisko jedna trzecia pochodziła spoza Niemiec. Łącznie w okresie III Rzeszy do obozów skierowano około 6000 Świadków Jehowy z Niemiec i innych krajów. Jednakże nie wszyscy Świadkowie Jehowy zostali oznaczeni fioletowym trójkątem. Dla przykładu w KL Auschwitz-Birkenau fioletowym trójkątem oznaczono co najmniej 138 Świadków Jehowy spośród ponad 400 osadzonych. Pozostałą grupę zaliczono do innych kategorii więźniarskich i oznaczono innymi winklami. Wiadomo jednak, że więźniowie ci byli Świadkami Jehowy, a ich uwięzienie w większości przypadków miało ścisły związek z zachowaniem i postawą wynikającą z przekonań religijnych tej grupy.
W niektórych wypadkach Świadkowie Jehowy oznaczeni np. czerwonym trójkątem kwalifikującym ich do więźniów politycznych występowali do władz obozowych o zmianę kategorii więźniarskiej, do której zostali przydzieleni. Prośby te uwzględniono tylko sporadycznie.
Podczas kongresów pod hasłem „Weselące się narody” zorganizowanych przez Świadków Jehowy w 1946 roku, ich uczestnicy nosili plakietki dla delegatów w kształcie fioletowego trójkąta wzorowane na oznakowaniu Świadków Jehowy w obozach koncentracyjnych. Miały one na celu przypomnienie prześladowań jakie członkowie tej grupy religijnej przeszli pod rządami nazistów. W Polsce takie plakietki nosiło przeszło 7000 uczestników ogólnokrajowego kongresu pod hasłem „Chwalcie Jehowę wszystkie narody”, który się odbył 25 i 26 maja 1947 roku w Krakowie oraz uczestnicy kongresów, które odbyły się w tym samym roku m.in. w Sopocie i Warszawie, a w 1948 roku w Chrzanowie.

## Opinie o więźniach z fioletowym trójkątem
Opisując postawę tej grupy religijnej Anna Pawełczyńska stwierdziła: „W skali ogromnej społeczności Oświęcimia Badacze Pisma Świętego (Świadkowie Jehowy) stanowią maleńką, niepozorną grupkę (…). Ich kolor winkla zaznaczał się w obozie w sposób tak wyraźny, że mała liczba nie oddaje faktycznej siły tej grupy. Była to grupa więźniów – stanowiąca zwartą siłę ideologiczną, która wygrała swą walkę z hitleryzmem”. Natomiast historyk Henry Friedlander oświadczył: „Świadków nie zaliczano do więźniów politycznych ani oczywiście do kryminalistów. Stanowili odrębną kategorię, oznaczoną fioletowym trójkątem. Byli prześladowani, zatrzymywani, a następnie osadzani w obozach za swoje przekonania religijne. Pod tym względem zajmowali wyjątkową pozycję w obozach koncentracyjnych. Fioletowy trójkąt odnosił się zatem tylko do Świadków Jehowy, a nie do wszystkich więźniów opozycji religijnej – na przykład katoliccy duchowni nosili w obozach czerwony trójkąt więźniów politycznych”. Niemiecki historyk dr Henrik Eberle podsumował: „Na tle milionów ofiar nazistowskiego reżimu liczba ta [ofiar spośród Świadków Jehowy] wydaje się znikoma. Mimo to stanowi świadectwo zbiorowej i bezkompromisowej niezłomności, która zasługuje na szacunek”. Profesor Christine King, napisała: „Im bardziej byli uciskani, tym mocniej zwierali szeregi, a ich opór nabierał twardości diamentu”.

## Wystawy

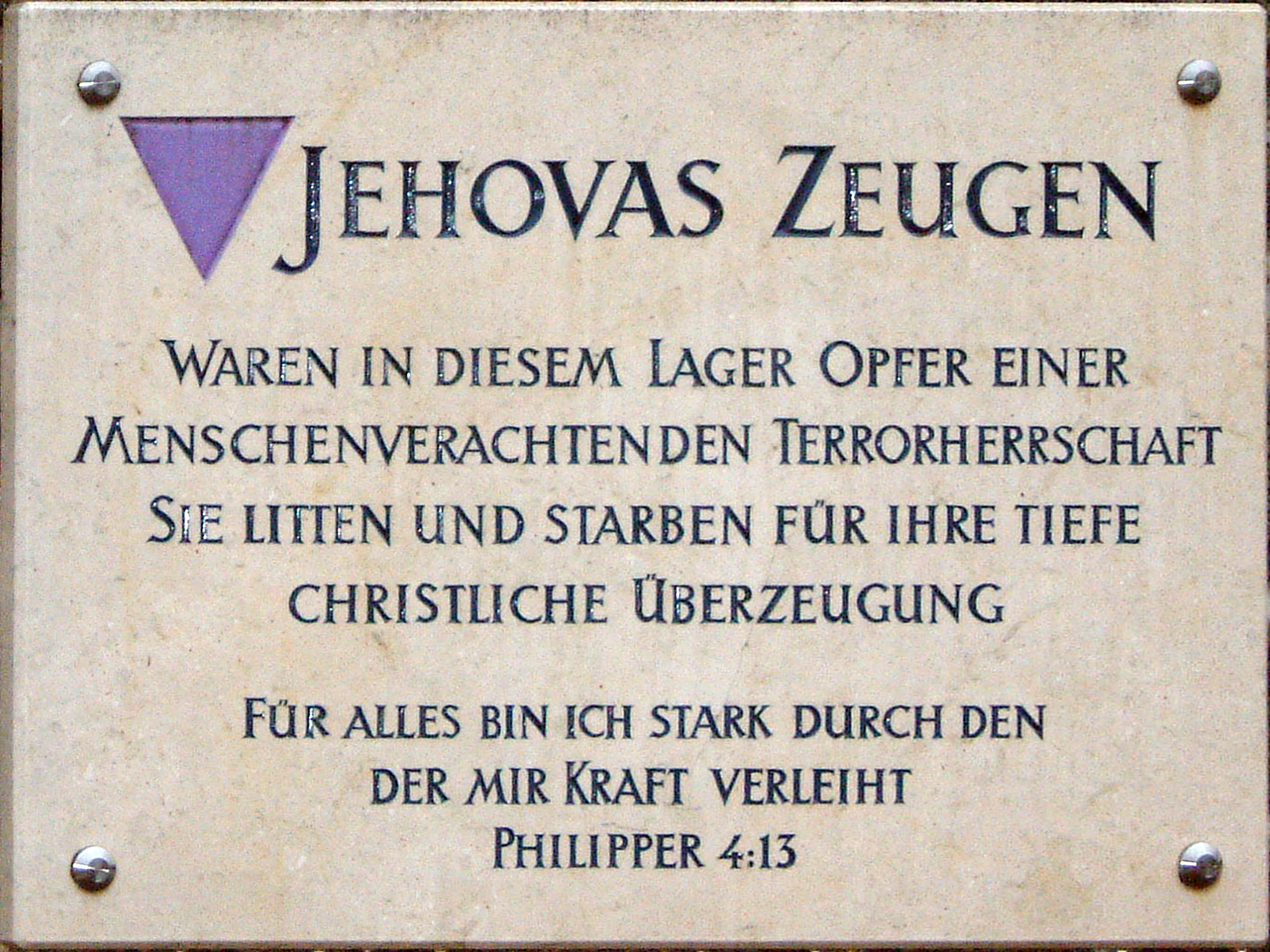
Tablica pamiątkowa, informująca o pobycie Świadków Jehowy w obozie hitlerowskim Mauthausen-Gusen

Od maja 1995 roku do kwietnia 1996 roku wystawę „Relacja Świadków” pokazano w 42 miastach Francji oraz w miastach Belgii i Szwajcarii. 6 listopada 1996 roku w muzeum byłego obozu koncentracyjnego Ravensbrück odbyła się wystawa i premiera filmu „Niezłomni w obliczu prześladowań – Świadkowie Jehowy a hitleryzm”. W ciągu dwóch lat urządzono 331 publicznych projekcji tego filmu, na które przybyło około 269 tysięcy osób. 27 stycznia 1998 roku, w czasie corocznego upamiętnienia dnia ofiar nazizmu, Muzeum Pamięci w obozie KL Sachsenhausen dedykowało ten dzień ofiarom spośród więźniów, będących Świadkami Jehowy. W roku 1998 i 2002 Świadkowie Jehowy zorganizowali wystawy „Fioletowe trójkąty – zapomniane ofiary nazizmu”, które były prezentowane we wszystkich Muzeach Pamięci byłych obozów koncentracyjnych na terenie Niemiec i Austrii oraz w innych muzeach i instytucjach edukacyjnych w Europie (Austria, Dania, Niemcy, Szwecja).
18 września 1999 roku Brandenburska Fundacja Miejsc Pamięci upamiętniła ponad 890 Świadków Jehowy więzionych w Sachsenhausen tablicą pamiątkową, która została umieszczona na zewnętrznej ścianie dawnego obozu koncentracyjnego. Dodatkowo, odsłonięto kamień pamiątkowy upamiętniający śmierć Augusta Dickmanna. Na znajdującej się na kamieniu tablicy znalazły się słowa: Ku Pamięci Augusta Dickmanna (ur. 1910 r.), będącego Świadkiem Jehowy, zastrzelonego przez SS podczas publicznej egzekucji dn. 15 września 1939 roku.
W roku 2000 objazdową wystawę „Fioletowe trójkąty” prezentowano również w Brazylii. 9 maja 2002 roku na terenie KL Buchenwald odsłonięto tablicę upamiętniającą Świadków Jehowy, którzy cierpieli w tamtejszym hitlerowskim obozie koncentracyjnym. 13 kwietnia 2014 roku na terenie byłego obozu koncentracyjnego Mauthausen-Gusen odsłonięto tablicę w kształcie trójkąta upamiętniającą około 450 Świadków Jehowy uwięzionych w tym obozie.

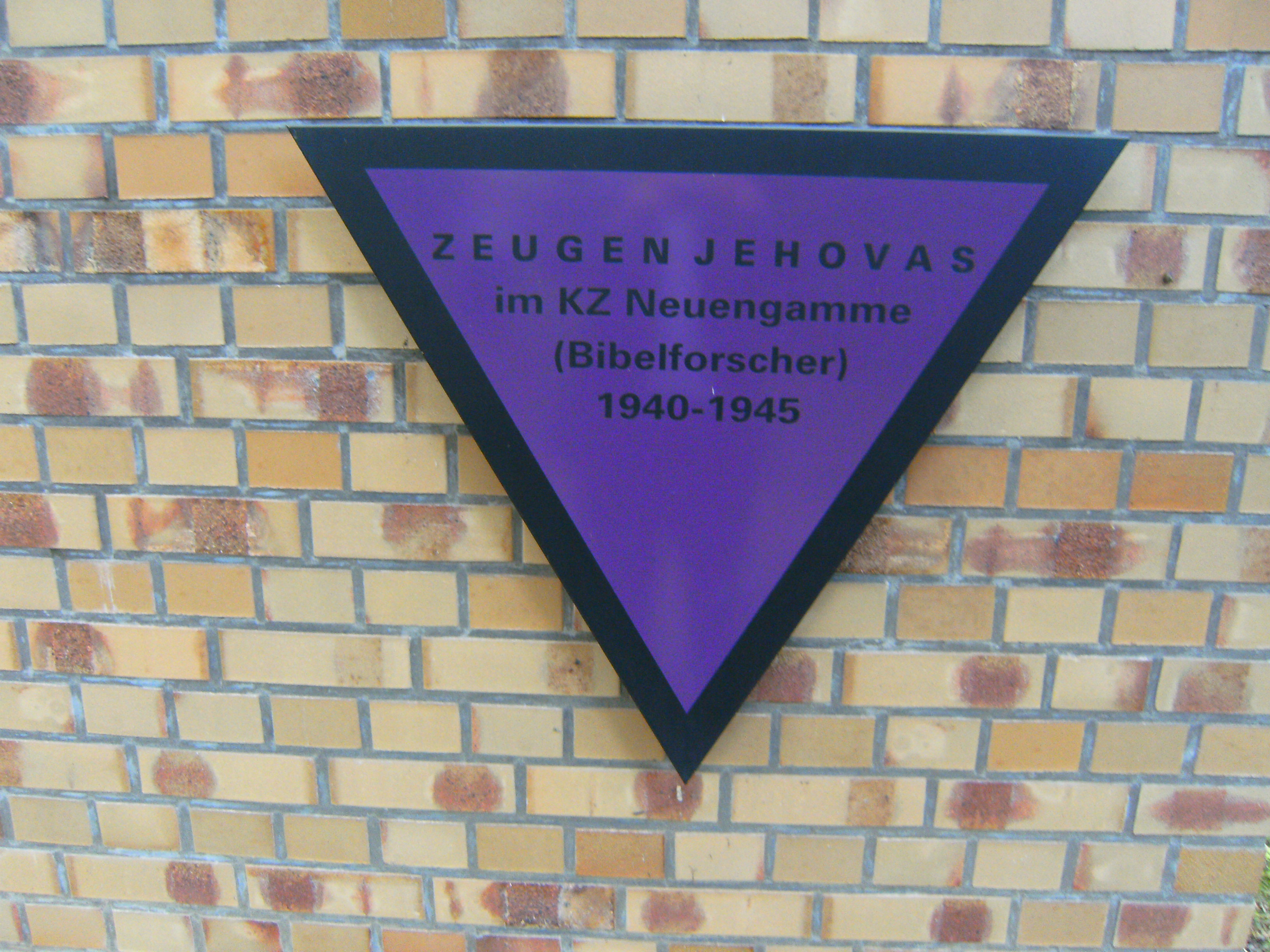
Tablica pamiątkowa, informująca o pobycie Świadków Jehowy w obozie hitlerowskim KL Neuengamme

W latach 2004–2006 Świadkowie Jehowy w Polsce zorganizowali wystawę „Więzieni za wiarę – Świadkowie Jehowy a hitleryzm”. Prezentacja odbyła się w byłych obozach koncentracyjnych Auschwitz-Birkenau, Stutthof, Lublin, Gross-Rosen, obozie karno-śledczym w Żabikowie i innych miejscach. Od kwietnia 1993 roku stała wystawa poświęcona Świadkom Jehowy w czasie nazizmu prezentowana jest w United States Holocaust Memorial Museum.